# Lucas Oldenhuis Kymmell
Lucas Oldenhuis Kymmell (Havelte, 24 december 1754 – Smilde, 8 januari 1825) was een Nederlandse politicus.

## Leven en werk
Kymmell was een zoon van de landschrijver van Drenthe Jan Kymmell en Johanna Oldenhuis. Hij werd geboren in het huis Overcinge in Havelte. Na zijn studie rechten aan de universiteit van Groningen promoveerde hij aldaar in 1780. Kymell vestigde zich in Smilde. In 1771 was daar door de heren van de Annerveensche Compagnie een herenhuis gebouwd, dat vanwege het aantal eigenaren Het Zes Herenhuis werd genoemd. Vanaf 1784 was Kymmell eigenaar van het huis, dat daarna het Kymmellhuis heette. In Smilde herinnert de Kymmelswijk aan dit bezit. Kymmell was van 1785 tot 1795 administrateur van de vaart en de venen. Kymmell behoorde in 1797 onder meer met zijn zwager Petrus Hofstede en zijn tante Gesina Ellents-Oldenhuis tot de tien meest vermogende inwoners van Drenthe. In 1807 bezat Kymmell tien huizen en zeven veenplaatsen in de omgeving van Smilde.
Kymmel trouwde op 4 december 1788 te Gieten met Margaretha Willinge, dochter van de predikant aldaar Berend Tjassens Willinge en Gezina Nijsingh. Zijn broer Jan Wilmsonn trouwde in 1795 met een zuster van zijn vrouw Alida Gezina Willinge. Twee zonen van Kymmel Dubbeld Ludolf Johan en Jan Oldenhuis werden arts en twee zonen werden burgemeester; Berend Willinge werd burgemeester van Peize en Coenraad Wolter Ellents werd burgemeester van Smilde. Dochter Johanna Gesina trouwde met Sibrand Gratama, burgemeester van Assen en dochter Gesina trouwde met Johannes Tonckens, burgemeester van Norg.